# Ле-Сегюр
Ле-Сегю́р (фр. Le Ségur, окс. Lo Segur) — коммуна во Франции, находится в регионе Юг — Пиренеи. Департамент — Тарн. Входит в состав кантона Кармо-2 Валле-дю-Серу. Округ коммуны — Альби.
Код INSEE коммуны — 81280.

## География
Коммуна расположена приблизительно в 530 км к югу от Парижа, в 75 км северо-восточнее Тулузы, в 22 км к северу от Альби.

## Климат
Климат умеренно-океанический. Зима мягкая и дождливая, лето жаркое с частыми грозами. Ветры довольно редки.

## Население
Население коммуны на 2010 год составляло 237 человек.
| 1962 | 1968 | 1975 | 1982 | 1990 | 1999 | 2010 |
| ---- | ---- | ---- | ---- | ---- | ---- | ---- |
| 408  | 396  | 321  | 283  | 265  | 242  | 237  |

## Администрация
| Период | Период | Фамилия         | Партия                  | Примечания                                                    |
| ------ | ------ | --------------- | ----------------------- | ------------------------------------------------------------- |
| 1946   | 1977   | Иван Мадер      |                         |                                                               |
| 1977   | 2008   | Жан-Марк Пастор | Социалистическая партия | сенатор (с 1995) член генерального совета кантона (1982—2008) |
| 2008   | 2014   | Тьерри Декон    | Социалистическая партия |                                                               |
| 2014   | 2020   | Кристиан Амон   |                         |                                                               |

## Экономика
В 2007 году среди 145 человек в трудоспособном возрасте (15—64 лет) 104 были экономически активными, 41 — неактивными (показатель активности — 71,7 %, в 1999 году было 67,4 %). Из 104 активных работали 89 человек (47 мужчин и 42 женщины), безработных было 15 (5 мужчин и 10 женщин). Среди 41 неактивных 9 человек были учениками или студентами, 18 — пенсионерами, 14 были неактивными по другим причинам.

## Фотогалерея

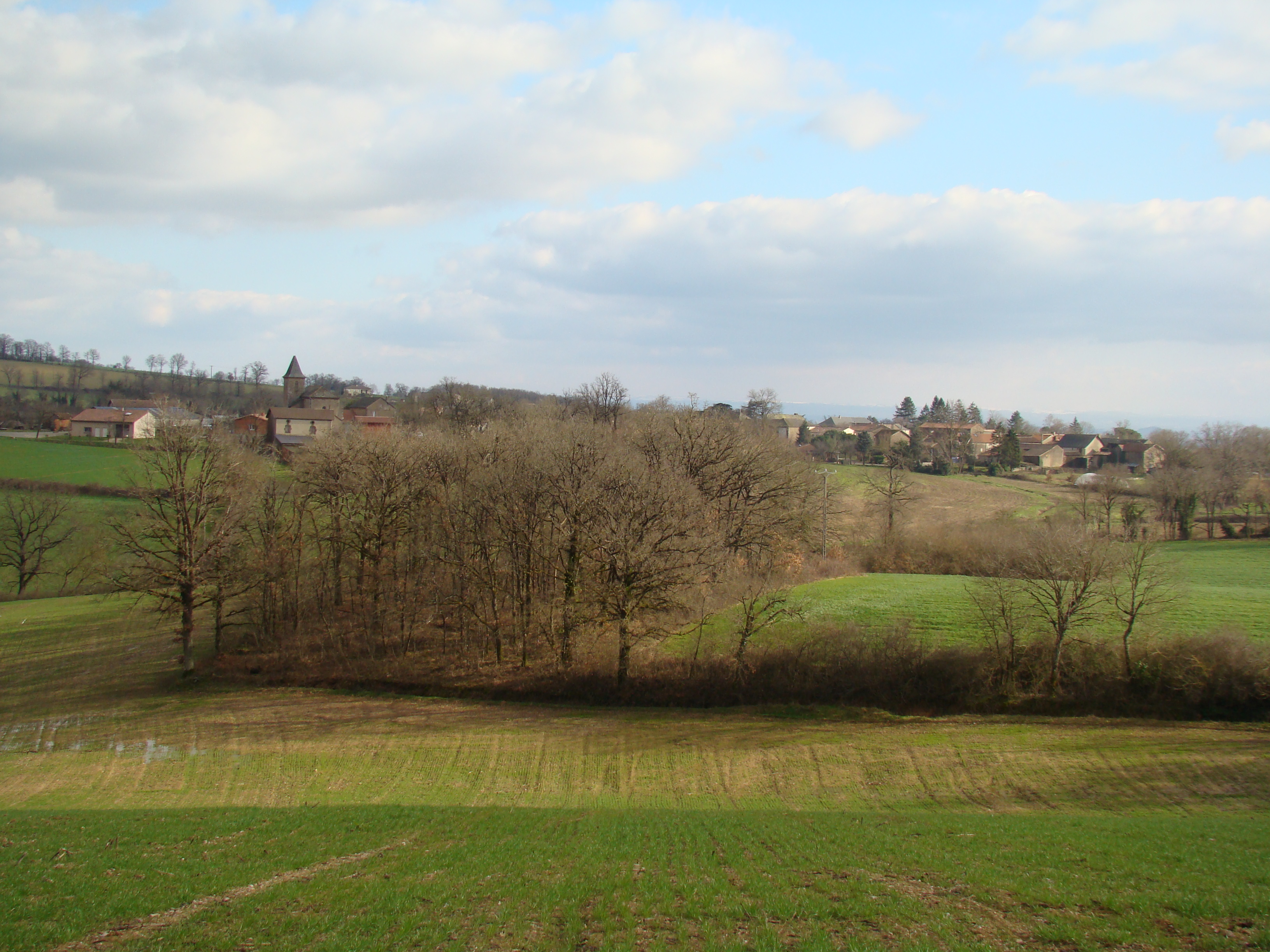
Ле-Сегюр
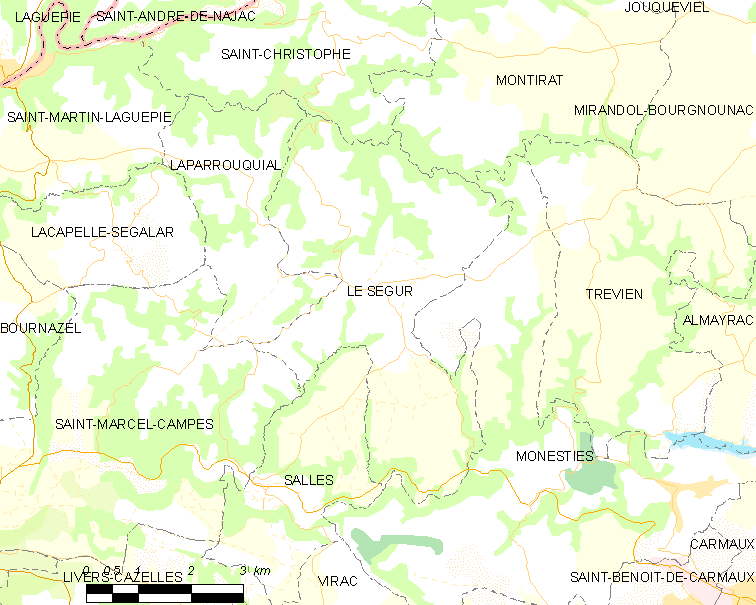
Карта коммуны